# Италија вредности
Италија вредности (итал. Italia dei Valori) је легалистичка италијанска политичка партија коју је основао Антонио ди Пјетро 21. марта 1998. године.
Ди Пјетро је бивши судија који је активно учествовао у суђењу под називом Чисте руке које је открило корупцију више италијанских странака и њихову повезаност са мафијом.
Његова главна сврха и његове странке, је да прикупи мишљења италијанског друштва о моралним питањима.
Учествовао је у рођењу покрета "Демократе" с Романом Продијем, али је међутим, изашао из њега као део коалицје L'Ulivo, а потом коалиције L'Unione на изборима 2005. и 2006.
На изборима 2006 на којима је коалиција L'Unione победила, лидер и оснивач странке Ди Пјетро је на четвртом месту са 2,3% гласова, иза Продија, Фауста Бертинотија и Клемента Мастеле.
На општим изборима у Италији 2008 Италија вредности је удвостручила своје гласове са 2,3% на 4,4% добијајући 29 посланика и 14 сенатора и стварајући нову коалицију са Демократском партијом.
На изборима за Европски парламент 2009. партија је још једном добила снажан пораст гласова са 4,4% на 8,0% и освајајући тиме 7 европосланика.
На изборима 2013. ИдВ је ушао у коалицију Цивилна револуција, међутим ова листа је добила тек 2,2% гласова и тиме је постала ванпарламентарна странка.

## Изборни резултати
|                      | Број гласова                 | %                            | Посланичка места             |    |
| Избори 2001          | Дом посланика                | 1.443.725                    | 3,9                          | 0  |
| Сенат                | 1.140.489                    | 3,4                          | 1                            |    |
| Европски избори 2004 | 694.963                      | 2,1                          | 2                            |    |
| Избори 2006          | Дом посланика                | 877.159                      | 2,3                          | 20 |
| Сенат                | 986.046                      | 2,9                          | 5                            |    |
| Избори 2008          | Дом посланика                | 1.593.675                    | 4,4                          | 29 |
| Сенат                | 1.414.118                    | 4,3                          | 14                           |    |
| Европски избори 2009 | 2.452.569                    | 8,0                          | 7                            |    |
| Избори 2013          | Дом посланика                | коалиција Цивилна револуција | коалиција Цивилна револуција | 0  |
| Сенат                | коалиција Цивилна револуција | коалиција Цивилна револуција | 0                            |    |